# Cottus
Cottus är ett släkte av fiskar som beskrevs av Carl von Linné 1758. Cottus ingår i familjen simpor.

## Dottertaxa tillCottus, i alfabetisk ordning[1][2]
- Cottus aleuticus
- Cottus amblystomopsis
- Cottus asper
- Cottus asperrimus
- Cottus aturi
- Cottus baileyi
- Cottus bairdii
- Cottus beldingii
- Cottus bendirei
- Cottus caeruleomentum
- Cottus carolinae
- Cottus chattahoochee
- Cottus cognatus
- Cottus confusus
- Cottus czerskii
- Cottus duranii
- Cottus dzungaricus
- Cottus echinatus
- Cottus extensus
- Cottus girardi
- Cottus gobio
- Cottus greenei
- Cottus gulosus
- Cottus haemusi
- Cottus hangiongensis
- Cottus hispaniolensis
- Cottus hubbsi
- Cottus hypselurus
- Cottus immaculatus
- Cottus kanawhae
- Cottus kazika
- Cottus klamathensis
- Cottus koreanus
- Cottus koshewnikowi
- Cottus leiopomus
- Cottus marginatus
- Cottus metae
- Cottus microstomus
- Cottus nasalis
- Cottus nozawae
- Cottus paulus
- Cottus perifretum
- Cottus perplexus
- Cottus petiti
- Cottus pitensis
- Cottus poecilopus
- Cottus pollux
- Cottus princeps
- Cottus reinii
- Cottus rhenanus
- Cottus rhotheus
- Cottus ricei
- Cottus rondeleti
- Cottus sabaudicus
- Cottus scaturigo
- Cottus sibiricus
- Cottus spinulosus
- Cottus szanaga
- Cottus tallapoosae
- Cottus tenuis
- Cottus transsilvaniae
- Cottus volki